# Raúl Corriveau
Raúl Corriveau PME (Buckland, Bellechasse, Canadá, 27 de junho de 1930) é um ex-bispo de Choluteca.
Raúl Corriveau entrou na comunidade religiosa da Société des Missions-Étrangères e foi ordenado sacerdote em 1º de julho de 1956. 
Em 25 de agosto de 1980, o Papa João Paulo II o nomeou Bispo Coadjutor de Les Cayes no Haiti. O arcebispo de Tegucigalpa, Héctor Enrique Santos Hernández SDB, o ordenou bispo em 8 de dezembro do mesmo ano; Os co-consagrantes foram Marcel Gérin y Boulay, Bispo de Choluteca, e Oscar Andrés Rodríguez Maradiaga SDB, Bispo Auxiliar de Tegucigalpa.
Após a aposentadoria de Marcel Gérin y Boulay PME, sucedeu-o em 14 de abril de 1984 como Bispo de Choluteca em Honduras. Em 17 de dezembro de 2005, o Papa Bento XVI aceitou sua aposentadoria por idade.